# Амадор
Амадор (на английски: Amador) е окръг в Калифорния. Окръжният му център е град Джаксън.

## Население
Окръг Амадор е с население от 35 100 души. (2000)

## География
Окръг Амадор е с обща площ от 1566 км2(605 мили2).

## История
Амадор е създаден през 1854 г. от части на окръзите Калаверас и Ел Дорадо. През 1864 част от окръжната територия е разпределена към окръг Алпайн.

## Градове
- Амадор Сити
- Джаксън
- Плимът
- Сатър Крийк

## Други населени места
- Драйтаун
- Пайн Гроув
- Фидълтаун